# Titan(II)-bromid
Titan(II)-bromid ist eine anorganische chemische Verbindung des Titans aus der Gruppe der Bromide.

## Gewinnung und Darstellung
Titan(II)-bromid kann durch thermische Zersetzung von Titan(III)-bromid
{\displaystyle \mathrm {2\ TiBr_{3}\longrightarrow TiBr_{2}+TiBr_{4}} }
oder direkt aus den Elementen gewonnen werden.
{\displaystyle \mathrm {Ti+Br_{2}\longrightarrow TiBr_{2}} }

## Eigenschaften
Titan(II)-bromid liegt in Form schwarzer Kristalle vor, die an feuchter Luft Feuer fangen und sich in Wasser unter Wasserstoffbildung zum Titan(III)-Salz zersetzen. Es hat eine trigonale Kristallstruktur vom Cadmium(II)-iodid-Typ (Polytyp 2H) mit der Raumgruppe P3m1 (Raumgruppen-Nr. 164) und den Gitterparametern a = 362,9, c = 649,2 pm.